# آلفونسو آرائو
آلفونسو آرائو (اسپانیایی: Alfonso Arau‎؛ زادهٔ ۱۱ ژانویهٔ ۱۹۳۲) کارگردان و بازیگر اهل مکزیک است.
از فیلم‌هایی که وی در آن نقش داشته است می‌توان به ال توپو، عشق‌بازی با سنگ، متعهد، سه رفیق، برداشتن قطعات و این گروه خشن اشاره کرد.